# Immetalia leucotaenia
Immetalia leucotaenia là một loài bướm đêm trong họ Noctuidae.